# Oskořínek
Oskořínek är en ort i Tjeckien.   Den ligger i regionen Mellersta Böhmen, i den centrala delen av landet, 50 km öster om huvudstaden Prag. Oskořínek ligger 195 meter över havet och antalet invånare är 534.
Terrängen runt Oskořínek är platt. Runt Oskořínek är det tätbefolkat, med 297 invånare per kvadratkilometer. Närmaste större samhälle är Nymburk, 6,7 km sydväst om Oskořínek. Trakten runt Oskořínek består till största delen av jordbruksmark.